# Solanum huaylasense
Solanum huaylasense là một loài thực vật có hoa thuộc chi Cà, còn gọi là cà dại, loài đặc hữu của quốc gia Peru, cùng với loài Solanum arcanum. Loài này được tìm thấy trên các sườn núi ở vùng Ancash của Peru, mọc ở độ cao từ 940 đến 3000 mét.

## Mô tả
S. huaylasense là cây lâu năm, thân gỗ ở phần gốc, cao khoảng 1 mét. Thân có đường kính từ 7 đến 10 mm, màu xanh lục, có lông tơ bao phủ, thưa thớt. Lá xếp theo hình lông chim, có màu xanh tươi, có lông như thân cây, dài khoảng 13 – 16 cm và rộng 6 – 8 cm, cuống lá dài khoảng 1 - 4 (hoặc 6) cm. Lá chét thường có hoặc không. Cụm hoa dài 12 – 30 cm với khoảng 8 - 30 hoa, cuống dài 5 – 15 cm. Hoa có đường kính 1,8 - 2,5 cm, hình ngũ giác, màu vàng, cuống nhỏ dài 1 mm, có lông thưa thớt. Quả có hình cầu, đường kính khoảng 1 - 1,4 cm, cuống có độ dài khoảng 1,5 - 2,3 cm, mọng nước, có 2 ngăn, vỏ màu xanh lục với các sọc xanh đậm khi còn non và chuyển thành màu tím sậm khi chín, bề mặt thưa thớt các lông tơ, cuống quả dài khoảng 1 – 2 cm, hơi nghiêng về phía trục hoa. Hạt hình bầu dục, hẹp ở hai đầu, dài 2,4 – 3 mm, rộng 1,1 - 1,5 mm, dày 0,5 - 0,6 mm, màu nâu nhạt. Số nhiễm sắc thể của S. huaylasense là 12.